# Kuin silloin ennen
"Kuin silloin ennen" (tradução português: " Como naqueles tempos") foi a canção que representou a Finlândia no Festival Eurovisão da Canção 1969, interpretada em finlandês por Jarkko & Laura. Foi a décima-sexta e última canção a ser interpretada na noite do festival em Madrid, depois da canção portuguesa "Desfolhada portuguesa", cantada por Simone de Oliveira. A canção finlandesa terminou a competição em 12.º lugar, tendo recebido um total de 6 pontos.

## Autores
- Letra: Juha Vainio
- Música: Toivo Kärki
- Orquestrador: Ossi Runne

## Letra
A canção é um dueto de amor, com os cantores declarando um ao outro como se lembram "daqueles tempos", quando a vida era boa. Curiosamente, os cantores casariam pouco depois do Festival.